# Pterocomma sinipopulifoliae
Pterocomma sinipopulifoliae är en insektsart. Pterocomma sinipopulifoliae ingår i släktet Pterocomma och familjen långrörsbladlöss. Inga underarter finns listade i Catalogue of Life.